# Merinotus fasciipennis
Merinotus fasciipennis är en stekelart som först beskrevs av Brulle 1846.  Merinotus fasciipennis ingår i släktet Merinotus och familjen bracksteklar. Inga underarter finns listade i Catalogue of Life.